# جيمي موسى
جيمي موسى (بالإنجليزية: Jamie Moses)‏ هو عازف قيثارة ومغني بريطاني، ولد في 30 أغسطس 1955.

## وصلات خارجية
- جيمي موسى على موقع IMDb (الإنجليزية)
- جيمي موسى على موقع ميوزك برينز (الإنجليزية)
- جيمي موسى على موقع ديسكوغز (الإنجليزية)